# مشدالی
مشدالی (به لاتین: Meshdally) یک منطقه مسکونی در جمهوری آذربایجان است که در شهرستان نفت‌چاله واقع شده‌است.